# Алея Космонавтів
Але́я Космона́втів — пішохідна вулиця-скульптурний парк у столиці Росії місті Москві на честь космонавтів та героїв космосу, погруддя яких установлені вздовж неї.

## Загальна інформація
Алея Космонавтів розташована на півночі Москви в Останкінському районі (Північно-Східний адміністративний округ) і тягнеться від перетину проспекту Миру і Останкінського проїзду просто до Монументу підкорювачам космосу.
Довжина Алеї Космонавтів — 250 метрів. 
Цю вулицю-меморіальну алею названо в 1972 році на честь Героїв Космосу — відомих космонавтів, вчених та інженерів у галузі космонавтики.
У 2008—09 роках здійснено масштабну реконструкцію Алеї, зокрема Монумента підкорювачам космосу та Меморіального музею космонавтики. 

## Опис
Алея Космонавтів є меморіальною пішоходною алеєю, що починається на розі проспекту Миру та Останкінського проїзду. У цьому місці проспект Миру змінює напрямок з північного на північний схід. Алею прокладено таким чином, що вона є візуальним продовженням проспекту Миру для тих, хто рухається ним від центру Москви. В результаті для цих останніх вже здалеку відкривається перспектива грандіозного монументу «Підкорювачам космосу». 
Уздовж алеї містяться погруддя космонавтів та фундаторів радянського ракетобудування: Гагаріна, Терешкової, Комарова тощо (бюст Корольова, що стояв на алеї, було перенесено до його меморіального дому-музею). 
Наприкінці алеї встановлено пам'ятник Ціолковському, який власне є початком величного Монументу підкорювачам космосу. У цоколі монументу міститься Меморіальний музей космонавтики. Праворуч знаходиться південний вихід станції метро «ВДНХ», трохи далі — головний вихід станції.

## Фотогалерея

Глобус з цитатами К.Е. Ціолковського
Погруддя Валентини Терешкової
Погруддя Павла Бєляєва
Погруддя Олексія Леонова
Погруддя Володимира Комарова
Погруддя Валентина Глушка
Погруддя Мстислава Келдиша